# Bae Suah
Pour les articles homonymes, voir Bae.
Suah Bae (romanisation souhaitée par l'auteur) est une romancière coréenne née en 1965.

## Biographie
Bae Su-ah est diplômée de l'université pour femmes Ewha en chimie. Elle est d'abord employée en tant que fonctionnaire à l'aéroport de Gimpo à Incheon, période pendant laquelle elle écrit des romans. Elle fait ses débuts en littérature en 1988 avec La chambre sombre de l'année 1988 (Cheon-gubaek palsip-pallyeonui eodu-un bang. Elle a également longtemps vécu en Allemagne et traduit des œuvres de l'allemand vers le coréen.

## Œuvre
Bae Su-ah est considérée comme une des romancières les plus novatrices de Corée du Sud, elle s'est émancipée du courant général en littérature et des styles les plus conventionnels pour créer un style d'écriture tout à fait original et facilement repérable dans le monde littéraire coréen. 
En 1988, elle fait ses débuts en littérature avec son roman La chambre sombre de l'année 1988.  Elle a publié depuis deux recueils de nouvelles, y compris la nouvelle La route nationale avec des pommes vertes (Pureun sa-gwaga inneun gukdo) qui est traduite en anglais (Highway with Green Apples) en 2013. Son style est souvent jugé original par la critique ; elle prend souvent des thèmes ou des scènes à contre-courant des idées communes, par exemple des hommes victimes de violence conjugale dans l'œuvre Dimanche au restaurant Sukiyaki (Iryo-il seukiyaki sikdang). Elle dépeint le monde qui l'entoure avec une certaine ironie ; la plupart de ses personnages sont victimes sur le plan psychologique de traumatismes dont ils n'arrivent jamais vraiment à se sortir. La famille et l'entourage de ces personnages sont souvent perçus comme un cocon bien fragile où les relations sont souvent en crises.